# Reichskommissar für die Seeschifffahrt
Reichskommissar für die Seeschifffahrt („Reiko See“) war eine am 30. Mai 1942 durch Erlass Hitlers geschaffene, Hitler unmittelbar unterstehende Dienststelle. Erster und einziger Amtsinhaber war der Hamburger Gauleiter Karl Kaufmann.
Der Reichskommissar sollte – in Zusammenarbeit mit dem Reichsmarschall als Beauftragtem für den Vierjahresplan, dem Oberkommando der Wehrmacht und den zuständigen Reichsministern – die koordinierte Planung aller Seetransporte sicherstellen. Dazu sollte er den gesamten verfügbaren Handelsschifftransportraum, soweit dieser nicht ständig für Zwecke der Seekriegsführung oder für Truppentransporte benötigt war, in seiner Hand zusammenfassen und die Seetransporte planen, koordinieren und durchführen. Demgemäß lag die Verantwortung für die laufende Ergänzung und Erneuerung des verfügbaren Schiffsraums sowie für dessen Ausrüstung und Bemannung in seiner Hand, ebenso die für die Steigerung der Leistungsfähigkeit der Seehäfen. Dazu unterstanden ihm insbesondere auch die drei für Kriegszwecke mit requirierten Schiffen gegründeten Reedereien Mittelmeer-Reederei, Nord-Reederei und Schwarzmeer-Schiffahrts-GmbH.
Hinsichtlich des Hafenumschlags und der rationellen Nutzung des Schiffsraums unterstanden ihm die zuständigen zivilen und militärischen Hafenbehörden. Auch das Seeschifffahrtsamt des Reichsverkehrsministeriums und dessen nachgeordnete Dienststellen waren an die Weisungen des Reichskommissars für die Seeschifffahrt gebunden.